# Anna Antoinette Weber-van Bosse
Anna Antoinette Weber-van Bosse (Amsterdam, 27 marzo 1852 – Eerbeek, 29 ottobre 1942) è stata una botanica olandese, specializzata nello studio delle alghe marine.
Il suo interesse per la botanica e la zoologia iniziò in tenera età grazie anche alle frequenti visite allo zoo di Amsterdam.
Studiò all'Università di Amsterdam, dove svolgeva i suoi esperimenti in un laboratorio separato da quello dei ragazzi.
Vedova già in giovane età, si risposò con lo zoologo Max Carl Wilhelm Weber, collaborando con lui nello studio delle alghe coralline nella Spedizione Siboga nelle Indie olandesi orientali. Questi studi portarono alla scoperta di nuovi generi di alghe, quali Periphykon, Exophyllum e Microphyllum.
Tra i numerosi riconoscimenti ricevuti per il suo lavoro si annoverano il cavaliere dell'Ordine di Orange-Nassau e un dottorato ad honorem dall'Università di Utrecht.